# Rheumaptera mochica
Rheumaptera mochica är en fjärilsart som beskrevs av Paul Dognin 1904. Rheumaptera mochica ingår i släktet Rheumaptera och familjen mätare. Inga underarter finns listade.